# Franz Obrist
Franz Obrist (* 28. Januar 1965) ist ein ehemaliger italienischer Naturbahnrodler. Er startete im Einsitzer, wurde 1991 Europameister und gewann weitere vier Medaillen bei Welt- und Europameisterschaften. Mit insgesamt fünf Siegen in Weltcuprennen gewann er zweimal den Gesamtweltcup, zudem siegte er auch zweimal im Europapokal.

## Karriere
Obrist erzielte bei der Junioreneuropameisterschaft 1983 in Montreux den neunten und bei der Junioreneuropameisterschaft 1984 in Hol den vierten Platz im Einsitzer. In der Allgemeinen Klasse gelangen ihm die ersten internationalen Erfolge im Europapokal mit einem zweiten Platz 1988 in Oberperfuss und dem Sieg 1989 ebenfalls in Oberperfuss. Im selben Jahr nahm er in Garmisch-Partenkirchen erstmals an einer Europameisterschaft teil und wurde Vierter. Nachdem er bei der Weltmeisterschaft 1990 in Gsies nur den 23. Platz belegt hatte, gewann er bei der Europameisterschaft 1991 in Völs am Schlern vor seinen Landsleuten Erhard Mahlknecht und Harald Steinhauser die Goldmedaille im Einsitzer. 1992 folgte bei der Weltmeisterschaft in Bad Goisern die Bronzemedaille.
Als in der Saison 1992/1993 zum ersten Mal der Weltcup ausgetragen wurde, gehörte Obrist auch in dieser Rennserie von Beginn an zur Weltspitze. Er fuhr in diesem Winter in allen fünf Weltcuprennen auf das Podest, erzielte zwei dritte und zwei zweite Plätze sowie einen Sieg in Welschnofen und wurde damit vor Gerhard Pilz und Erhard Mahlknecht der erste Gesamtweltcupsieger im Einsitzer. In der Saison 1993/1994 konnte er diesen Erfolg mit drei Siegen in Bad Goisern, Szczyrk und Welschnofen wiederholen, musste sich aber den Gesamtsieg mit Erhard Mahlknecht teilen. Bei der Europameisterschaft 1993 in Stein an der Enns gewann Obrist die Bronzemedaille und bei der Weltmeisterschaft 1994 in Gsies hinter Gerhard Pilz die Silbermedaille im Einsitzer, womit er zum vierten Mal in Folge bei Titelkämpfen auf dem Podest stand. 
Die Weltcupsaison 1994/1995 begann Obrist mit einem Sieg in Negaunee, kam in den weiteren drei Rennen (in diesem Winter wurden nur vier Weltcuprennen ausgetragen) einmal auf Platz zwei und einmal auf Rang drei und erzielte damit im Gesamtweltcup hinter seinem Landsmann Manfred Gräber den zweiten Platz. Bei der Europameisterschaft 1995 in Kandalakscha verpasste er mit Platz fünf die Medaillenränge, er gewann aber in Olang den zum letzten Mal ausgetragenen Europapokal. In seiner letzten Weltcupsaison 1995/1996 fuhr Obrist in drei von sechs Rennen auf das Podest. Er erzielte zwei dritte Plätze in Landskron und Latsch und einen zweiten Platz im zweiten Rennen von Landskron und belegte damit im Gesamtweltcup den vierten Rang. Bei der Weltmeisterschaft 1996 in Oberperfuss gewann er die Bronzemedaille.

## Sportliche Erfolge

### Weltmeisterschaften
- Gsies 1990: 23. Einsitzer
- Bad Goisern 1992: 3. Einsitzer
- Gsies 1994: 2. Einsitzer
- Oberperfuss 1996: 3. Einsitzer

### Europameisterschaften
- Garmisch-Partenkirchen 1989: 4. Einsitzer
- Völs am Schlern 1991: 1. Einsitzer
- Stein an der Enns: 3. Einsitzer
- Kandalakscha 1995: 5. Einsitzer

### Junioreneuropameisterschaften
- Montreux 1983: 9. Einsitzer
- Hol 1984: 4. Einsitzer

### Weltcup
- Sieg im Einsitzer-Gesamtweltcup in den Saisonen 1992/1993 und 1993/1994
- 2. Platz im Einsitzer-Gesamtweltcup in der Saison 1994/1995
- 4. Platz im Einsitzer-Gesamtweltcup in der Saison 1995/1996
- 14 Podestplätze, davon 5 Siege:

| Datum            | Ort         | Land       | Disziplin |
| ---------------- | ----------- | ---------- | --------- |
| 14. Februar 1993 | Welschnofen | Italien    | Einsitzer |
| 23. Januar 1994  | Bad Goisern | Österreich | Einsitzer |
| 20. Februar 1994 | Szczyrk     | Polen      | Einsitzer |
| 13. März 1994    | Welschnofen | Italien    | Einsitzer |
| 22. Januar 1995  | Negaunee    | USA        | Einsitzer |

### Europapokal
- 1. Platz im Einsitzer 1989 und 1995
- 2. Platz im Einsitzer 1988